# Walter Pablo Ortiz
Walter Pablo Ortiz (Colonia Victoria, Misiones, Argentina; 4 de julio de 1991) es un futbolista argentino. Juega de centrocampista en el Club Guaraní de la Primera División de Paraguay.

## Trayectoria
Debutó el 10 de diciembre de 2010 en el Platense ante Flandria, por la Primera B Nacional Argentina, reemplazando en el complemento a Cristian Lillo. Salvando un par de partidos, los desempeños de Ortíz habían logrado ser buenos, y se esperó más de él para la siguiente temporada.
Ortiz, con la camiseta de Platense festejó el primer gol que logró convertir en su carrera y fue ante Tristán Suárez el 12 de abril de 2011 por la Fecha 34 del Campeonato 2010/2011 de la Primera B Metropolitana,la cual ejecutó la pegada que le había enseñado su hermano Alejandro (chuko) quien le enseñó la pegada 3 dedos, en la noche en la que el “Cholo” Pavón debutaba como entrenador de Platense.
En 2012, con Marcelo Espina, Ortíz era la primera alternativa a Cristian Vergara, mediocampista que no funcionó a lo largo del año futbolístico, pero que tampoco encontró en Ortíz un relevo que supiese opacarlo.
El 3 de julio de 2014, firma un nuevo contrato con Platense hasta diciembre de 2015. Fecha en la que deja la institución calamar debido a las altas pretensiones económicas y cláusulas adicionales pretendidas por parte de su representante. En marzo de 2016 se incorporó a Talleres (RdE).
El 23 de diciembre de 2021, Ortíz fichó en el Club Guaraní de la Primera División de Paraguay.

## Clubes
| Club             | País      | Año           | PJ | Goles |
| ---------------- | --------- | ------------- | -- | ----- |
| Platense         | Argentina | 2010-2015     | 99 | 10    |
| Talleres (RdE)   | Argentina | 2016          | 8  | 0     |
| Flandria         | Argentina | 2016 - 2018   | 21 | 1     |
| Sportivo Luqueño | Paraguay  | 2018-2022     | 79 | 8     |
| Club Guaraní     | Paraguay  | 2022-2023     |    |       |
| San Lorenzo      | Paraguay  | 2023-2024     |    |       |
| Guaireña FC      | Paraguay  | 2024-presente |    |       |